# Чучма
Чучма (словац. Čučma, угор. Csucsom) — село, громада в окрузі Рожнява, Кошицький край, східна Словаччина, історична область Горни Ґемер. Кадастрова площа громади — 11,70 км². Населення — 640 осіб (за оцінкою на 31 грудня 2017 р.).
Є північним передмістям адмінцентру округа міста Рожнява. З 1960-го року адміністративно підпорядковувалося громаді міста.
Перша згадка 1300 року.

## Населення
| Рік:            | 1994. | 2004.    | 2014.    | 2024.    |
| --------------- | ----- | -------- | -------- | -------- |
| Кількість осіб: | 508   | 586      | 657      | 588      |
| Різниця:        |       | +15,35 % | +12,11 % | -10,50 % |

| Рік:            | 2023. | 2024.   |
| --------------- | ----- | ------- |
| Кількість осіб: | 585   | 588     |
| Різниця:        |       | +0,51 % |

## Пам'ятки
В селі розміщена римокатолицька церква.